# Adons
Adons es una entidad de población española del municipio de Pont de Suert, perteneciente a la provincia de Lérida, en la comunidad autónoma de Cataluña.

## Historia
Hacia mediados del siglo XIX, el lugar pertenecía al municipio de Abella d'Adons, que compartía con el lugar también llamado Abella d'Adons. Aparece descrito en el primer volumen del Diccionario geográfico-estadístico-histórico de España y sus posesiones de Ultramar de Pascual Madoz, en el epígrafe dedicado al municipio, con las siguientes palabras:

en terreno montuoso cerca del Pirineo, dividido en dos cas. dist. uno de otro 1/4 de hora y separados por un profundo barranco: á la der. de este y al E. se halla el cas. que lleva el nombre de Adons compuesto de 16 casas, y á la izq. sobre una roca el de Abella con solo 5; todos los edificios, mas bien que casas, son miserables chozas de un solo piso; sin embargo, los hab. no sufren enfermedades particulares; ambos están bien ventilados, no obstante que al O. se eleva una sierra muy alta denominada de Adons; cada uno de los cas. tiene su respectiva igl. parr.; la de Adons dedicada á S. Vicente mtr. es la matriz, donde reside el cura cuya vacante provee el diocesano; la de Abella dedicada á Sta. Eulalia es filial, y en ella celebra el parroco la segunda misa en los dias feriados; las dos igl. tienen á sus inmediaciones el respectivo cementerio en parages bien ventilados: en medio del term. hay una capilla dedicada á S. Roque y á la inmediacion de cada uno de los cas. una fuente de agua de buena calidad para el surtido de los hab.
(Madoz, 1845, pp. 84-85)

En la actualidad, pertenece al municipio de Pont de Suert. En 2023, la entidad singular de población tenía empadronados cuatro habitantes y el núcleo de población, también cuatro.